# Gornja Batina
Gornja Batina är en ort i Kroatien.   Den ligger i länet Krapina-Zagorjes län, i den norra delen av landet, 40 km norr om huvudstaden Zagreb. Gornja Batina ligger 216 meter över havet och antalet invånare är 244.
Terrängen runt Gornja Batina är platt söderut, men norrut är den kuperad. Terrängen runt Gornja Batina sluttar söderut. Runt Gornja Batina är det ganska glesbefolkat, med 47 invånare per kvadratkilometer. Närmaste större samhälle är Zlatar, 4,3 km sydväst om Gornja Batina. Omgivningarna runt Gornja Batina är en mosaik av jordbruksmark och naturlig växtlighet.